# Народы Лакза
Народы Лакза — население древнего государства Лакз, 9 автохтонных народов Кавказа, принадлежащих к нахско-дагестанской семье: агулы, арчинцы, будухи, крызы (вкл. джекцев), лезгины, рутулы, удины, хиналуги, цахуры. В настоящее время, перечисленные народы населяют юг современного Дагестана и север Азербайджана.

## Территория и расселение
Лакз располагался на территории занимавшей современный юг Дагестана, север Азербайджана и восток Грузии. Горный ландшафт региона способствовал изоляции местных народов, что позволило им сохранить свои уникальные языки, культуры и традиции. Исторически регион находился на перекрёстке цивилизаций и подвергался влиянию персов, арабов, тюрков и русских, что в определённой степени нашло отражение в местных традициях, языке и быте.

## История народов Лакза
Государство Лакз образовалось после распада Кавказской Албании и просуществовало с V по XVI вв.

## Население
Все 9 народов Лакза, несмотря на этнические и культурные различия, имеют ряд общих характеристик:
- Язык относящийся к нахско-дагестанской языковой семье;
- Самобытная культура и фольклор;

### Агулы
Агулы проживают в северной части южного Дагестана. Национальный язык — агульский. Религия - ислам (суннизм).

### Арчинцы
Арчинцы проживают в северо-западной части южного Дагестана. Национальный язык — арчинский. Религия - ислам (суннизм).

### Будухи
Будухи проживаюют на северо-востоке Азербайджана. Национальный язык — будухский. Религия - ислам (суннизм).

### Крызы
Крызы (в том числе Джекцы) проживают на севере Азербайджана. Национальный язык — крызский. Религия - ислам (суннизм).

### Лезгины
Лезгины проживают преимущественно в южной и восточной частях южного Дагестана, а также на севере Азербайджана. Национальный язык — лезгинский. Религия - ислам (суннизм и шиизм).

### Рутулы
Рутульцы проживают преимущественно в западной части южного Дагестана, а также на севере Азербайджана. Национальный язык — рутульский. Религия - ислам (суннизм).

### Удины
Удины живут в основном на севере Азербайджана. Национальный язык — удинский. Религия - христианство.

### Хиналуги
Хиналуги проживают на северо-востоке Азербайджана, в одном селе — Хыналыг. Национальный язык — хиналугский. Религия - ислам (суннизм).

### Цахуры
Цахуры проживают на севере Азербайджана и в западной части южного Дагестана. Национальный язык — цахурский. Религия - ислам (суннизм).